# MaxMeyer
La MaxMeyer è un'azienda italiana attiva prevalentemente nel settore chimico e delle vernici. Dal 1997 fa parte del gruppo statunitense PPG Industries, quotato alla Borsa di New York.

## Storia

### Gli inizi
Max Meyer, imprenditore svizzero, fonda nel 1895 a Milano il Colorificio Italiano Max Meyer che in seguito diventerà MaxMeyer, tutto attaccato. È tra le maggiori realtà internazionali nel settore della verniciatura.
Nel 1921 cambia il logo dell'azienda: un cartellonista siciliano, Aleardo Terzi, disegna un cane che stringe tra i denti un pennello intriso di vernice. Negli anni trenta la MaxMeyer si sviluppa legandosi alla crescita dell'industria italiana dell'auto, dalla Fiat all'Alfa Romeo. E negli stessi anni il fondatore dell'azienda lascia il 10% del capitale in eredità a Leopoldo Varasi (1907-1990) in seguito al matrimonio dell'imprenditore svizzero con una zia di Leopoldo, il quale lavora all'epoca come magazziniere della MaxMeyer; diventerà poi direttore generale e, alla fine della seconda guerra mondiale, avrà in mano la totalità del capitale.
A metà degli anni cinquanta cresce il suo peso nel settore dell'auto grazie alle sue vernici con resina nitrocellulosa prodotte appositamente per la scocca. Altra forte espansione all'inizio degli anni ottanta: l'azienda rileva dalla Montedison, all'epoca guidata da Mario Schimberni, la principale concorrente italiana, la Duco; nel 1981 i due marchi si fondono, dando vita alla MaxMeyer Duco SpA, conosciuta per la sua gamma completa di prodotti. Successivamente entreranno nel gruppo anche la Veneziani Zonca e la Fidenza Vetraria, arrivando ad avere un fatturato attorno ai 500 miliardi di lire.

### Anni Ottanta
In seguito all'"operazione Duco" la famiglia Varasi (Leopoldo e il figlio quarantenne Gianni, studi in Svizzera e Germania, molto amico di Enzo Jannacci e autore di un libro con la prefazione di Giorgio Bocca sui suoi rapporti con il padre) entra con lo 0,25% nel capitale della Montedison, sedendo nel sindacato di controllo a fianco dei maggiori imprenditori privati. Nel 1985 Gianni Varasi, che di fatto ha preso in mano le redini dell'azienda con il padre quasi ottantenne che ormai vive tra Acapulco e il golf Villa d'Este di Montorfano, acquista dalla Gemina il 10% della Montedison. Diventandone l'azionista di riferimento. Poco dopo vende l'intera quota a Raul Gardini il quale, al vertice della Ferruzzi, ha deciso di scalare la Montedison. Varasi, che ha come consulente il finanziere Francesco Micheli, fa un buon affare: ha comprato quel 10% per 140 miliardi di lire, lo vende a 320 miliardi, realizza quindi una plusvalenza di 180 miliardi.
Gianni Varasi (1943-2015) inizia a comprare: la francese Sediver (vetro), quotata in Borsa; la Buffetti (prodotti per l'ufficio); la Bertram (yacht). Aiuta anche Gardini nel rastrellare segretamente l'11% di Enimont che serve per controllare la joint venture tra la Montedison e l'Eni, finendo per essere coinvolto in una guerra finanziaria e in Tangentopoli con un ingente indebitamento; sarà così costretto ad affidare la riorganizzazione del gruppo alle banche e a Mediobanca, e a uscire di scena.

### Anni Novanta
Nel 1997 la MaxMeyer (fatturato 1996 di 220 miliardi di lire, utile di 8 miliardi, oltre 630 dipendenti, stabilimenti a Milano e Napoli) sarà ceduta per 180 miliardi di lire alla PPG Industries, fondata nel 1883 a Pittsburgh e tra i leader mondiali nella fornitura di rivestimenti automobilistici e nel vetro.